# San Paolo di Civitate
San Paolo di Civitate là một đô thị thuộc tỉnh Foggia trong vùng des Puglia của Ý.
Đô thị San Paolo di Civitate có diện tích 90 km2, dân số 6120 người. 
Đô thị San Paolo di Civitategiáp với các đô thị sau: Apricena, Lesina, Poggio Imperiale, San Severo, Serracapriola, Torremaggiore.